# 东风能迪
东风能迪（杭州）汽车前稱东沃（杭州）卡车有限公司、东风日产柴汽车有限公司，是东风汽车公司和五十鈴子公司UD Trucks的合资公司，工厂位于杭州，生产卡车和客车，供应中国大陆市场。